# 富永病院
富永病院（とみながびょういん）は、大阪府大阪市浪速区にある病院。脳神経外科の専門病院である。
脳動脈瘤治療数は2017年,2019年に全国1位であった。
東京大学脳神経外科研究室『脳神経外科領域疾患の遺伝子解析研究』の共同研究機関となっている。
救急告示病院である。

## 沿革
- 1970年（昭和45年）4月：富永脳神経外科病院として大阪市浪速区敷津西で開院
- 1977年（昭和52年）5月：浪速区湊町に富永病院を増設
- 1986年（昭和61年）2月：富永脳神経外科病院を富永記念病院に改称
- 2007年（平成19年）1月：富永記念病院を富永クリニックに変更
- 2017年（平成29年）4月：医療療法人から社会医療法人に変更

## 診療科
(この節の出典)
- 脳神経外科
- 脳神経内科
- 循環器内科
- 整形外科【膝・股関節専門】
- 形成外科
- 内科
- 麻酔科
- リハビリテーション科
- 放射線科
- 外科
- 心臓血管外科

## 対象疾患
- 脳神経外科

脳動静脈奇形（AVM）・脳動脈瘤・海綿状血管腫・脳腫瘍・
硬膜動静脈瘻・脳梗塞・脳出血・モヤモヤ病・脊髄疾患
- 脳神経内科

脳梗塞・頭痛・パーキンソン病・認知症・脊髄小脳変性症・末梢神経、筋疾患・
神経免疫疾患・てんかん・睡眠関連疾患・その他脳神経内科疾患全般
- 循環器内科

虚血性心疾患（狭心症・心筋梗塞）・不整脈（心房細動など）・
末梢動脈疾患（閉塞性動脈硬化症）・下肢静脈血栓症・心不全・弁膜症・心筋疾患・肺血管疾患・失神
- 整形外科

股関節症・膝関節症・関節リウマチ
- 形成外科

顔面神経麻痺（術後、ウイルス感染後）・病的共同運動・顔面骨骨折（新鮮、陳旧性）
顔面外傷・顔面瘢痕ケロイド・頭蓋骨欠損（術後）・頭蓋骨変形（術後）・頭蓋（骨・軟部）腫瘍
- 内科

消化器系・その他内科疾患

## 交通アクセス
- 西日本旅客鉄道（JR西日本）関西本線（大和路線）JR難波駅より徒歩1分
- 近畿日本鉄道・阪神電気鉄道大阪難波駅より徒歩5分
- 南海電気鉄道難波駅より徒歩10分
- Osaka Metroなんば駅 四つ橋線・千日前線より徒歩3分、御堂筋線より徒歩5分

## 周辺
- OCAT大阪シティエアターミナル
- ホテルモントレ グラスミア大阪
- JR難波駅